# Didier Guiserix
Didier Guiserix, né le 5 mai 1956, est un dessinateur, auteur de jeux de société, scénariste et journaliste français. 
De 1983 à 1999, il est le rédacteur en chef de la revue française Casus Belli, un magazine spécialisé sur les jeux de rôle, jusqu'à la fin de la première mouture du magazine, puis, de 2000 à l'arrêt du titre en 2006, il est membre de la rédaction de la nouvelle formule.

## Biographie
Didier Guiserix entre dans le monde du jeu à 20 ans en contribuant à Vortigern, un fanzine spécialisé sur le jeu Diplomatie, coordonné par Roland Prévôt. Dans le cadre des événements organisés par le fanzine, il découvre le jeu de rôle à la rencontre du jeu de guerre, du jeu de plateau et de l'improvisation, au moment de l'arrivée en France de Donjons et Dragons. En 1979, François Marcela-Froideval crée une fédération du jeu de simulation et cherche un illustrateur/maquettiste pour le bulletin de celle-ci, Casus Belli. Sur la suggestion de Roland Prévôt, il recrute Didier Guiserix.
Le magazine est hébergé par l'éditeur Excelsior Publications, qui publie également la revue Jeux et Stratégie. Didier Guiserix illustre quelques cartes de wargames pour l'éditeur de jeux Jeux Descartes et quelques jeux en encart dans Jeux et Stratégie, seul ou avec François Marcela-Froideval. Puis, progressivement, Casus Belli grandit et l’emploie à plein temps à partir de 1984. Il devient son rédacteur en chef à partir de 1983, tout en continuant à l'illustrer en créant notamment les Crapougnats. Personnages récurrents, ces derniers étaient utilisés pour de courtes histoires ou pour illustrer les articles et les critiques de jeux.
En 1984, il est avec Michel Brassine à l’origine de la création de Mega, jeu de rôle de science-fiction édité en numéro hors-série du magazine Jeux et Stratégie.
La deuxième édition de Mega paraît en 1986 et la troisième en 1992.
En 1997, il publie un ouvrage analytique et encyclopédique sur le jeu de rôle, intitulé Le Livre des jeux de rôle.
Il a été de 2006 à 2007 rédacteur en chef de Jeux Pro, le magazine du marché du jeu.
Il a également été plus de 20 ans membre du jury des As d'Or de Cannes, et plusieurs fois membre du jury du Concours de Créateurs de Jeux de la Ludothèque de Boulogne (aujourd'hui Centre National du Jeu, CNJ). 
Devenu graphiste indépendant, il est à partir de 2008 le directeur artistique du magazine Music keys. Mélodiances, la société éditrice de la revue, met fin à son activité en avril 2015.
Depuis la fin de 2011, il est co-rédacteur en chef de la quatrième version du magazine Casus Belli, propriété des éditions Black Book avec Stéphane Gallot jusqu’à fin 2012, ce dernier étant remplacé à partir du no 8 par Raphaël Bombayl (ancien rédacteur en chef de l'éphémère Black Box).
Une nouvelle édition de Mega est éditée aux éditions Leha en 2018, sous le titre Mega le 5e paradigme.